# 舊芝離宮恩賜庭園
舊芝離宮恩賜庭園（とうきょうとりつきゅうしばりきゅうおんしていえん）是位在東京都港區海岸的都立庭園，屬於恩賜庭園。原為大久保忠朝上屋敷的庭園「樂壽園」，明治9年（1876年），成為宮內廳管理的離宮，大正13年（1924年），下賜東京市，作為舊芝離宮恩賜庭園公開。

## 概要
舊芝離宮恩賜庭園的起源是江戶幕府老中・大久保忠朝在上屋敷內作庭的大名庭園「樂壽園」，屬於回遊式庭園。作庭當時面對海岸，是和濱離宮恩賜庭園同様的汐入之庭。現在因為周圍填海和建築群而失去海景的眺望，一部土地作為鐵道的增設用地也造成面積縮小。

## 主要景點
- 藤棚
- 雪見灯籠
- 州濱
- 枯瀧
- 石柱
- 西湖堤
- 大島
- 中島（蓬萊山）
- 浮島
- 大山
- 根府川山
- 唐津山

## 交通
- JR山手線濱松町車站下車
- 都營大江戶線・都營淺草線大門車站下車
- 百合鷗號竹芝車站下車

## 關連項目
- 離宮
- 名勝
- 日本國指定名勝一覽

## 外部連結
- 舊芝離宮恩賜庭園 （東京都／都立庭園案內） （页面存档备份，存于）
- 舊芝離宮恩賜庭園 （東京都公園協会 ／公園へ行こう。） （页面存档备份，存于）
- 舊芝離宮恩賜庭園 （東京都公園協会／庭園へ行こう。 ） （页面存档备份，存于）